# Impetus
Impetus är ett historiskt begrepp i den för-newtonska mekaniken. Kroppar som rörde sig i någon riktning antogs besitta någon mängd impetus som förbrukades under färden, tills de stannade eller föll ned. I den newtonska mekaniken motsvaras begreppet närmast av rörelsemängd och tröghet.
En av de främsta företrädarna för teorin var Johannes Buridanus som levde omkring 1295–1356.